# Ирадян, Давид Акопович
Давид Акопович Ирадян (арм. Դավիթ Հակոբի Իրադյան, абх. ; род. 1979 Сухум Абхазская ССР) — член Правительства Республики Абхазия; с 27 октября 2011 — министр экономики Абхазии.

## Биография
Родился в 1979 году в Сухуме.
С 1985 по 1992 годы учился в средней школе № 14 в г. Сухум.
С 1992 по 1996 годы продолжил учёбу в средней школе № 832 в г. Москве.
В 1996 году поступил на факультет экономики и управления территориями в Московский государственный университет геодезии и картографии (МГУГик), который закончил в 2001 году по специальности «Городской кадастр».
С 2001 по 2004 годы обучался в очной аспирантуре МГУГиК, а в декабре 2004 года защитил диссертацию на соискание ученой степени кандидата технических наук по теме «Кадастровая оценка рекреационных земель».
С апреля 2005 года работал референтом по экономическим вопросам аппарата Кабинета Министров РА.
С января 2008 года по апрель 2010 года назначен старшим референтом по экономическим вопросам аппарата Кабинета Министров РА.
В 2009 году поступил на юридический факультет в Российскую академию правосудия по программе второго высшего заочного образования.
С апреля 2010 по октябрь 2011 года трудился должности замминистра экономики Республики Абхазия.
27 октября 2011 года назначен министром экономики Республики Абхазия.